# 熊本県道343号花園インター線
熊本県道343号花園インター線（くまもとけんどう343ごう はなぞのインターせん）は、熊本県熊本市にある一般県道である。

## 概要
地域高規格道路である熊本西環状道路へのアクセス道路で2017年（平成29年）3月26日に開通した。

### 路線データ
- 起点：熊本市西区上熊本3丁目（熊本県道31号熊本田原坂線交点）
- 終点：熊本市西区花園7丁目（熊本西環状道路・花園IC、熊本県道342号砂原四方寄線交点）

## 地理

### 通過する自治体
- 熊本市（西区）

### 交差する道路
| 交差する道路                                             | 交差する場所 | 交差する場所  |
| -------------------------------------------------------- | ------------ | ------------- |
| 熊本県道31号熊本田原坂線                                 | 上熊本3丁目  | 起点          |
| 熊本県道330号熊本山鹿自転車道線 / ゆうかファミリーロード | 池田4丁目    |               |
| 熊本県道342号砂原四方寄線 / 熊本西環状道路               | 花園7丁目    | 花園IC / 終点 |

### 交差する鉄道
- 九州新幹線
- 鹿児島本線

### 沿線
- 崇城大学
- 文徳中学校・高等学校
- JR九州鹿児島本線 崇城大学前駅